# Dekanat rybiński
Dekanat rybiński – jeden z ośmiu dekanatów eparchii rybińskiej Rosyjskiego Kościoła Prawosławnego. Obejmuje cerkwie położone w rejonie rybińskim. Funkcjonuje w nim 17 cerkwi parafialnych oraz żeński monaster.
Funkcję dziekanów pełnią: protojerej Pawieł Krawczenko oraz jerej Nikołaj Jerak.

## Cerkwie w dekanacie[1]
- Sobór Przemienienia Pańskiego w Rybińsku – sobór katedralny
- Cerkiew Wniebowstąpienia Pańskiego oraz cerkiew św. Jerzego w Rybińsku – kompleks cerkiewny
- Cerkiew Iwerskiej Ikony Matki Bożej w Rybińsku
- Cerkiew Kazańskiej Ikony Matki Bożej w Rybińsku
- Cerkiew Spotkania Pańskiego w Rybińsku
- Cerkiew św. Mikołaja w Rybińsku
- Cerkiew św. Tichona Zadońskiego w Rybińsku
- Cerkiew Świętej Trójcy w Kamienikach
- Cerkiew Wniebowstąpienia Pańskiego w Piesocznym
- Cerkiew Zaśnięcia Matki Bożej w Bałobanowie
- Cerkiew Opieki Matki Bożej w Pokrowie
- Cerkiew Wszechmiłującego Zbawiciela w Tichmieniewie
- Cerkiew św. Aleksandra Newskiego w Makarowie
- Cerkiew Wprowadzenia Matki Bożej do Świątyni w Nikoło-Kormie
- Cerkiew Zwiastowania Matki Bożej w Diudkowie
- Cerkiew św. Eliasza w Ariefinie
- Cerkiew Objawienia Pańskiego w Chopylowie – metochion biskupi

- Monaster Mądrości Bożej w Rybińsku